# L'Homme qui murmurait à l'oreille des chevaux
Pour l’article homonyme, voir L'Homme qui murmurait à l'oreille des chevaux (roman).
Pour plus de détails, voir Fiche technique et Distribution.
L'Homme qui murmurait à l'oreille des chevaux (The Horse Whisperer) est un film américain produit et réalisé par Robert Redford et sorti en 1998. C'est l'adaptation du roman du même nom de Nicholas Evans publié en 1995.
Le film reçoit à sa sortie des critiques globalement positives dans la presse. Il rencontre également le succès au box-office.

## Synopsis
Après un accident ayant coûté la vie à sa meilleure amie Judith et traumatisé son cheval, Grace MacLean, une adolescente de treize ans, amputée d'une jambe, perd peu à peu le goût de vivre. Elle reste recluse, renonçant à lutter pour surmonter son infirmité. Sa mère, Annie MacLean, décide de réagir et se met en quête d'un dresseur de chevaux pour guérir celui de sa fille et réconcilier celle-ci avec la vie. Sa quête lui fera traverser les États-Unis, de New York jusqu'au Montana, pour rencontrer un "homme qui murmure à l'oreille des chevaux" à qui la connaissance de la vie en pleine nature a peut-être aussi appris à connaître les humains.

## Fiche technique
- Titre original : The Horse Whisperer
- Titre français : L'Homme qui murmurait à l'oreille des chevaux
- Réalisation : Robert Redford
- Scénario : Eric Roth et Richard LaGravenese, d'après le roman L'Homme qui murmurait à l'oreille des chevaux de Nicholas Evans
- Musique : Thomas Newman
- Décors : Jon Hutman
- Costumes : Judy L. Ruskin
- Photographie : Robert Richardson
- Montage : Hank Corwin, Freeman A. Davies et Tom Rolf
- Production : Patrick Markey et Robert Redford
- Sociétés de production : Wildwood Enterprises et Touchstone Pictures
- Société de distribution : Buena Vista Pictures Distribution
- Budget : 60 000 000 $
- Pays de production :  États-Unis
- Langue originale : anglais
- Format : couleur -  Technicolor - 2.35:1 - son Dolby numérique - 35 mm
- Genre : drame
- Durée : 170 minutes
- Dates de sortie :
  - Canada, États-Unis : 15 mai 1998
  - Suisse : 26 août 1998
  - France : 2 septembre 1998
  - Belgique : 11 novembre 1998

## Distribution
- Robert Redford (VF : Claude Giraud et VQ : Hubert Gagnon) : Tom Booker
- Kristin Scott Thomas (VF : Micky Sébastian et VQ : Anne Dorval) : Annie MacLean
- Scarlett Johansson (VF : Ludivine Sagnier et VQ : Camille Cyr-Desmarais) : Grace MacLean
- Sam Neill (VF : Michel Papineschi et VQ : Mario Desmarais) : Robert MacLean
- Chris Cooper (VF : Marc Alfos et VQ : Jean-Marie Moncelet) : Frank Booker
- Cherry Jones (VQ : Sophie Faucher) : Liz Hammond
- Dianne Wiest (VF : Denise Metmer et VQ : Madeleine Arsenault) : Diane Booker
- Kate Bosworth : Judith
- Ty Hillman (VF : Thierry Redler) : Joe Booker
- Jeanette Nolan : Ellen Booker
- Grégory Labigne : Jeanjean

## Production

### Genèse
Le scénario est l'adaptation du roman L'Homme qui murmurait à l'oreille des chevaux de Nicholas Evans publié en 1995. Il s'inspire lui-même de la vie de plusieurs hommes comme Tom Dorrance, Ray Hunt et particulièrement Buck Brannaman,. Ce dernier participera plus tard comme doublure et consultant sur le tournage,. Robert Redford avait acquis les droits du roman avant même sa publication.

### Choix des interprètes
Pour la première fois dans un film qu'il réalise, Robert Redford apparait à l'écran. Dans Et au milieu coule une rivière, il n'était que narrateur.
Le rôle d'Annie MacLean est proposé à Emma Thompson qui refuse pour « emploi du temps chargé ». Le rôle de Grace est proposé à Kate Bosworth, qui le refuse mais incarne finalement Judith. Natalie Portman sera un temps liée au rôle de Grace, mais préféra finalement faire Le journal d'Anne Frank à Broadway.
Ce film marque la dernière apparition au cinéma de Jeanette Nolan, décédée en 1998.

### Tournage
Le tournage a lieu d'avril à septembre 1997. Il se déroule dans le Montana (Livingston, Big Timber, Sweet Grass County, Belgrade, Melville), l'État de New York (Hadley, Saratoga Springs, Ballston Spa, Greenwich), dans le Connecticut et en Californie (Baker, forêt nationale d'Eldorado).

## Accueil

### Box-office
| Pays                          | Box-office        | Nombre de semaines | Classement sur tlt | Date                |
| Box-office Mondial            | 186 883 563 $     | ?[Combien ?]       | ?                  | total               |
| Box-office États-Unis/ Canada | 75 383 563 $      | ?[Combien ?]       | 528e               | total               |
| Box-office France             | 2 997 201 entrées | ?[Combien ?]       | ?                  | total               |
| Box-office Paris              | 524 374 entrées   | 11 sem.            | ?                  | au 17 novembre 1998 |

## Distinctions

### Récompense
YoungStar Award de la meilleure performance féminine pour Scarlett Johansson ;

### Nominations
- Oscar de la meilleure chanson[Laquelle ?],
- Golden Globe du meilleur réalisateur pour Robert Redford,
- Golden Globe du meilleur film dramatique.

## Commentaire
Les chuchoteurs existent réellement : ils utilisent une méthode qui se base sur la compréhension de la nature, des besoins et des envies du cheval. Le terme de « chuchoteur » a été inventé au XIXe siècle par Daniel Sullivan, « the Irish Whisperer », un Irlandais qui a travaillé sur la guérison de chevaux rendus rétifs à la suite d'accidents ou de mauvais traitements. Il est important de ne pas confondre le chuchoteur et l'éthologue. Le chuchoteur est une personne qui met en pratique directement sur les chevaux les méthodes d'équitation douce, souvent inspirées des travaux des éthologues ou de sa propre observation personnelle ; il n'est pas un scientifique.